# Керченское водохранилище
Ке́рченское водохрани́лище (Станционное, Новониколаевское; укр. Керченське водосховище, крымскотат. Keriç yapma gölü, Керич япма голю) — одно из крупнейших водохранилищ на Керченском полуострове. Расположено между селами Новониколаевка и Станционное.
Основным источником пополнения является Зелёноярское водохранилище Северо-Крымского канала.

## История
Строительство, по проекту института «Укргипроводхоз», велось во впадине хребта Каменистый, через который проходит овраг Тоганаш, с октября 1971 года по апрель 1975 года как часть первой очереди Северо-Крымского канала. Наполнение началось 5 мая 1975 года, когда была включена в работу самая мощная насосная станция № 3 Северо-Крымского канала. При этом был затоплен участок Киммерийского вала.
В июне 1979 года каскад водохранилищ был расширен до трех: Фронтовое — Зелёноярское — Станционное.
В течение 39 лет водохранилище заполнялось водами Днепра. В 2014 году для заполнения стали использовать воды крымской реки Биюк-Карасу, в 2015 году — артезианские водозаборы на севере Крыма.
В январе 2015 года объём воды снизился до 5,15 млн м³, но за счёт зимней переброски воды по Северо-Крымскому каналу запасы удалось восполнить. С января по май 2015 года из Белогорского и Тайганского водохранилищ было подано 9,1 млн м³. К августу с начала 2015 года было подано 14 млн м³. 23 октября 2015 года объём воды составлял 10 млн м³, что на 0,5 млн м³ превышало значение на эту же дату прошлого года, при ежесуточном заборе в 41,8 тыс. м³. В первые дни скорость закачки составляет 400—500 тыс. м³ в сутки, но затем из-за снижения уровня воды в канале скорость уменьшается до 200 тыс.
В декабре 2016 года была проведена очистка водозаборного сооружения от ила.
В декабре засушливого 2018 года объём наполнения составлял 4 млн м³. Благодаря реконструкции НС-3 подача воды на очистные сооружения осуществлялась напрямую из Зеленоярского водохранилища.

## Описание
Водохранилище является основным источником водоснабжения города Керчь.
Плотина земляная длиной 572,5 м, высотой — 25 м.
Водозаборное сооружение тоннельного типа с размещением башни в водохранилище, пропускная способность — 38,8 м³/с. Тоннель проложен в глинах и известняках, длина составляет 279 м, диаметр 2124 мм, толщина железобетонных стен — 30 см. Задвижки перед входом в тоннель позволяют регулировать подачу воды в водохранилище и на насосную станцию НС-4 Северо-Крымского канала.
НС-4 подает воду на фильтровальную станцию. Высота подъёма составляет 53 метра.
Одной из проблем является повышенная мутность воды. При норме две единицы мутность воды поступающей на очистные сооружения может достигать 35 единиц. Во время закачки воды водоснабжение Керчи может ограничиваться или прекращаться полностью. По мнению главы города Керчь Святослава Брусакова повышенная мутность воды связана с заиливанием Керченского водохранилища и Северо-Крымского канала.
Также повышению мутности способствует конструкция водозабора, который является придонным.
Другой проблемой является запах, который возникает при перегревании воды и массовой гибели моллюска дрейссены.
Перегревание наиболее вероятно в июле, а сам моллюск обитает не только в водохранилище, но и в магистральном водопроводе от водохранилища до фильтровальной станции.
В январе 2016 года ХПК составлял 36,63 мг/л, что превышало ПДК в 2,4 раза и являлось косвенным признаком органического загрязнения воды.

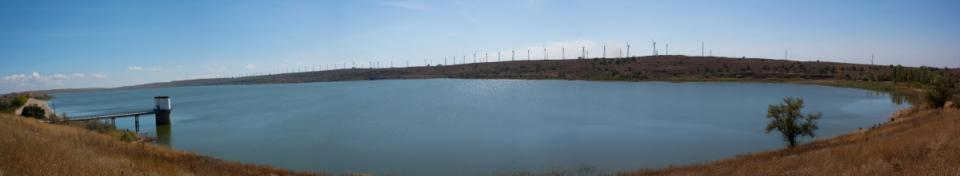
Керченское водохранилище в 2012 году. Панорамное фото

## Насосная станция
Закачка воды осуществляется с помощью насосной станции № 3, являющейся самой мощной на Северо-Крымском канале.
Насосная станция построена в 1975 году на 369 км канала. Для бесперебойной работы НС-3 на завершающем участке канала было построено Зеленоярское водохранилище. Три насоса 52В-11б приводятся в работу тремя электродвигателями ВДС 325/49-16 мощностью по 4,8 МВт и производительностью 4,7 м³/с. Рабочее напряжение — 10 кВ. Производитель — «Уралмаш». Высота подъёма — 67 м.
Как правило в работу запускается один агрегат, который за сутки закачивает в водохранилище около 400 тыс. м³.
К 2015 году за 40 лет работы объём прокачанной воды составил 1,7 км³. В 2015 году насосной станцией № 3 было подано 20,5 млн м³.
На водохранилище и на городскую фильтровальную станцию идёт один трубопровод, направление подачи воды регулируется задвижками.
В 2018 году завершено техническое перевооружение НС № 3 и реконструкция напорных трубопроводов для подачи воды в водохранилище.